# Liste der Universitäten in Frankreich
Dies ist eine Liste der Universitäten in Frankreich; es gibt in Frankreich 90 Universitäten:

## Großraum Paris (Île-de-France)
- Université Panthéon-Sorbonne (Paris 1)
- Université Paris-Panthéon-Assas (Paris 2)
- Université Sorbonne-Nouvelle (Paris 3)
- Sorbonne Université (Paris 4 und 6)
- Université Paris-Cité (Paris 5 und 7)
- Université Paris VIII Vincennes-Saint-Denis
- Université Paris Dauphine-PSL (Paris 9)
- Université Paris-Nanterre (Paris 10)
- Université Paris Sciences et Lettres (PSL)
- Université Paris-Saclay (UPS)
  - Université Paris-Sud (Paris 11), in der UPS aufgegangen
  - Université de Versailles – Saint-Quentin-en-Yvelines (UVSQ), mit der UPS assoziiert
  - Université d’Évry, mit der UPS assoziiert
- Université Paris-Est Créteil Val-de-Marne (Paris 12, UPEC)
- Université Sorbonne Paris-Nord (Paris 13)
- Université Gustave Eiffel
- CY Cergy Paris Université
- Université Paris-Est Marne-la-Vallée
- Institut protestant de théologie
- Institut Catholique de Paris

## Kontinentalfrankreich (France métropolitaine)
Aix-en-Provence/Marseille
- Aix-Marseille Université

Amiens
- Université de Picardie Jules Verne

Angers
- Université d’Angers
- Université Catholique de l’Ouest

Annecy/Chambéry
- Université Savoie-Mont-Blanc

Arras
- Université de Lille
- Université d’Artois

Avignon
- Avignon Université

Besançon
- Université de Franche-Comté

Bordeaux
- Université de Bordeaux
- Université Bordeaux-Montaigne

Brest
- Université de Bretagne Occidentale

Caen
- Université de Caen-Normandie

Chambéry/Annecy
- Université Savoie-Mont-Blanc

Clermont-Ferrand
- Université Clermont-Auvergne

Compiègne
- Université de Technologie de Compiègne

Corte
- Université de Corse Pasquale Paoli

Dijon
- Université de Bourgogne

Dunkerque
- Université du Littoral Côte d’Opale (ULCO)

Grenoble
- Université Grenoble Alpes (UGA)

Le Havre
- Université du Havre

Lille
- Université de Lille
- Institut catholique de Lille

Limoges
- Université de Limoges

Lorient
- Université de Bretagne-Sud

Lyon
- Université de Lyon
  - Université Lyon 1 – Claude Bernard
  - Université Lumière – Lyon 2
  - Université Lyon 3 – Jean Moulin
- Université catholique de Lyon

Le Mans
- Université du Mans

Marseille/Aix-en-Provence
- Université Aix-Marseille

Montpellier
- Université de Montpellier
- Institut protestant de théologie

Mülhausen
- Université de Haute-Alsace

Nancy/Metz
- Université de Lorraine

Nantes
- Université de Nantes

Nîmes
- Université de Nîmes

Nizza
- Université Côte d’Azur

Metz/Nancy
- Université de Lorraine

Orléans
- Université d’Orléans

Pau
- Université de Pau et des Pays de l’Adour (UPPA)

Perpignan
- Université de Perpignan Via Domitia (UPVD)

Poitiers
- Université de Poitiers

Reims
- Université de Reims-Champagne-Ardenne (URCA)

Rennes
- Université de Rennes 1
- Université de Rennes 2

La Rochelle
- La Rochelle Université

Rouen
- Université de Rouen-Normandie

Saint-Étienne
- Université Saint-Étienne – Jean Monnet

Straßburg
- Université de Strasbourg

Toulon
- Université de Toulon

Toulouse
- Université Fédérale Toulouse Midi-Pyrénées
  - Université Toulouse Capitole
  - Université Toulouse Jean Jaurès
  - Université Toulouse III Paul-Sabatier
- Institut catholique de Toulouse

Tours
- Université de Tours

Valenciennes
- Université de Lille
- Université polytechnique Hauts-de-France

## Überseegebiete(France d’outre-mer)
Französisch-Guayana
- Université de Guyane

Guadeloupe und Martinique
- Université des Antilles

Französisch-Polynesien
- Université de la Polynésie française

Réunion
- Université de La Réunion

Neukaledonien
- Université de la Nouvelle-Calédonie

## Drittstaaten
Abu Dhabi
- Sorbonne University Abu Dhabi